# ヤン・イェリネック
ヤン・イェリネック（Jan Jelinek）は、ドイツ・ベルリン出身のエレクトロ・ミュージシャン兼プロデューサー。1998年に活動を始めた。
別名義Farben、Gramm、The Exposuresなどでも活動している。
作品はミニマル・テクノ、グリッチ、ミクロハウスに分類され、深いベースライン、昔のジャズ、ロックからのサンプリング、clicks & cuts効果が特徴。
音楽レーベルFaiticheの創設者である。

## ディスコグラフィー
アルバム
- Personal Rock (1999)
- Loop-finding-jazz-records (2001)
- Improvisations And Edits Tokyo, 26 September 2001 (2002)
- Textstar (2002)
- 1+3+1 (2003)
- La Nouvelle Pauvreté (2003)
- Kosmischer Pitch (2005)
- Lost Recordings 2000-2004 The Exposures名義 (2005)
- Tierbeobachtungen (2006)
- Bird, Lake, Objects：日本人マサヨシ・フジタ（Masayoshi Fujita）との共演作 (2010)

EP
- Tendency EP (2000)

## 参照
1. ↑  http://www.discogs.com/artist/Jan+Jelinek - discography